# Ptilimnium capillaceum
Ptilimnium capillaceum là một loài thực vật có hoa trong họ Hoa tán. Loài này được (Michx.) Raf. ex Ser. miêu tả khoa học đầu tiên năm 1830.